# Virgo inter virgines
Virgo inter virgines (lat. „Jungfrau unter Jungfrauen“) ist ein klassisches Motiv der christlichen Ikonographie, das die Jungfrau Maria inmitten weiterer jungfräulicher Heiliger zeigt. Zu diesen gehören die hll. Agnes, Katharina, Cäcilia, Barbara, Ursula, Lucia, Agatha, Apollonia, Lioba, Margareta und Dorothea.

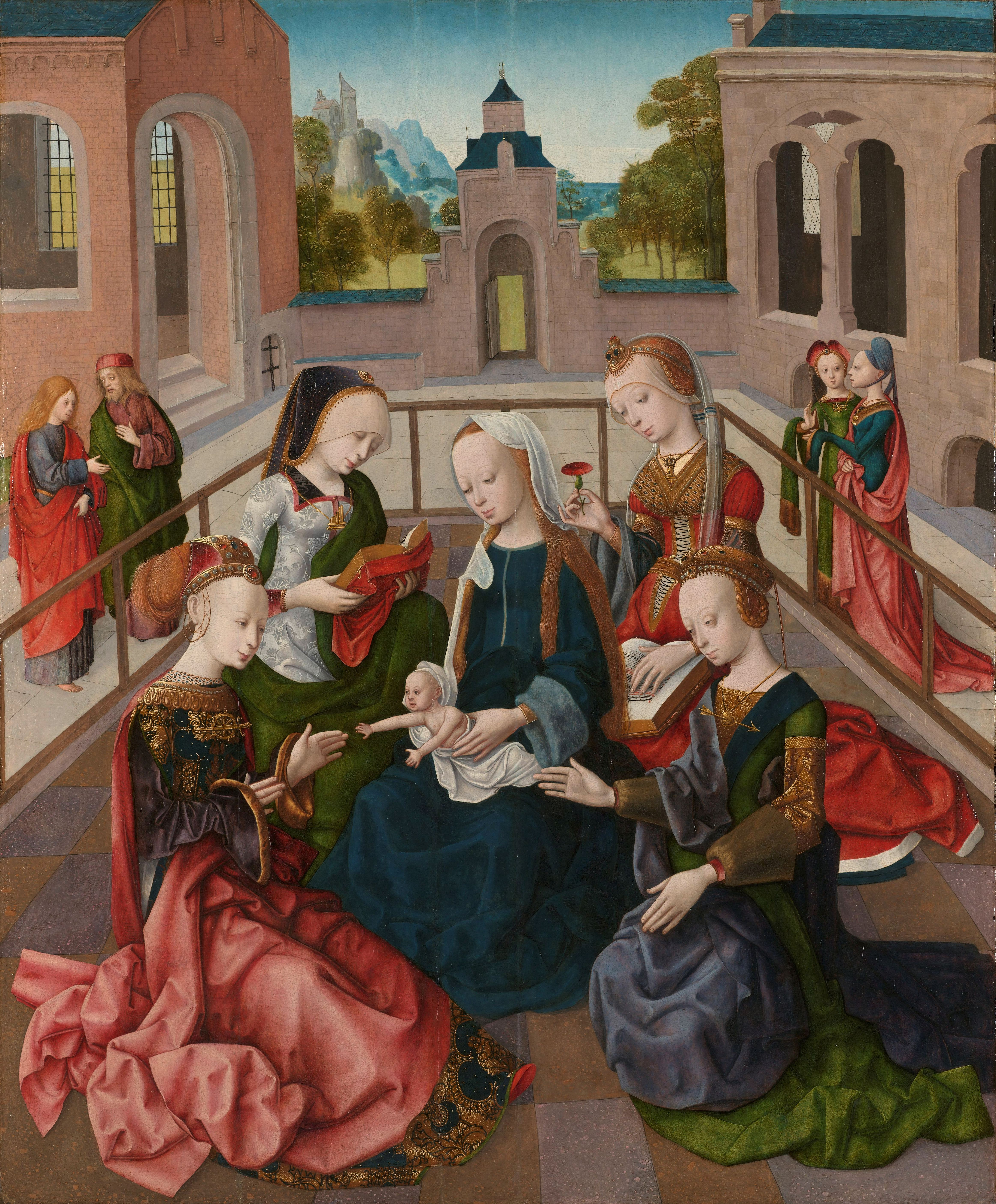
Meister der Virgo inter Virgines, ca. 1480–1495
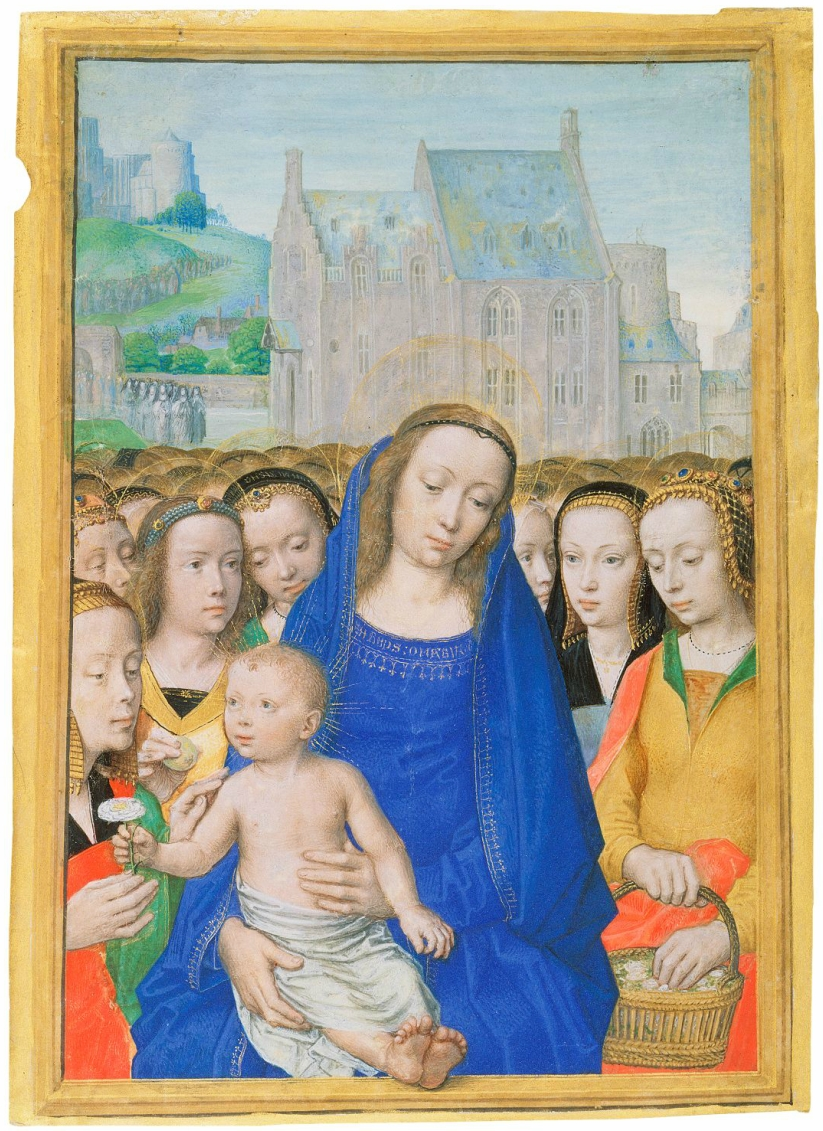
Gerard David
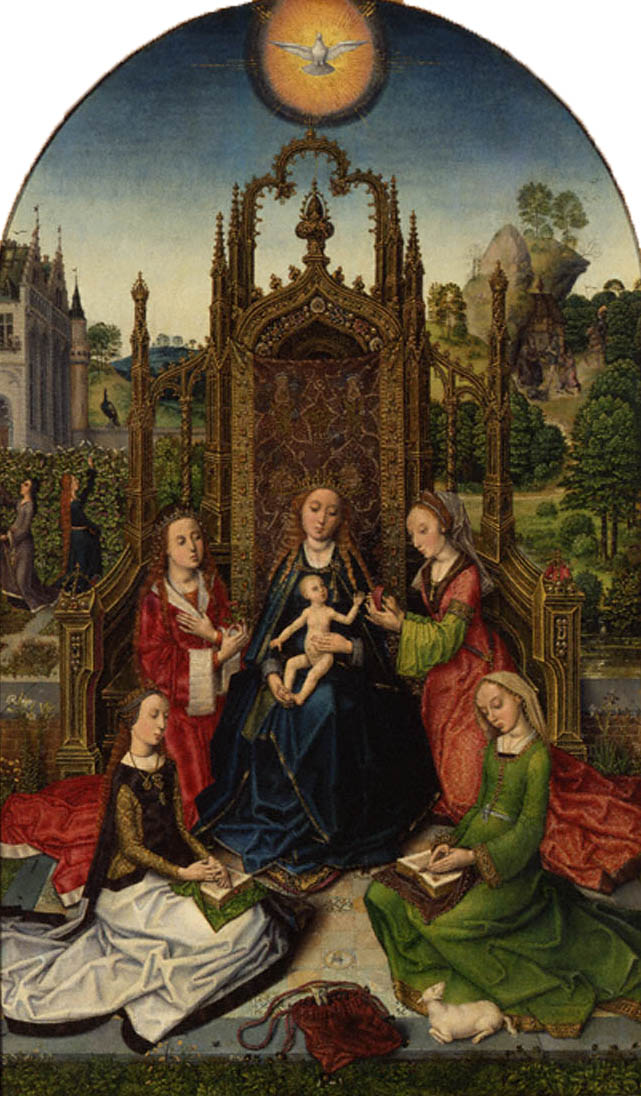
Brügger Meister von 1499
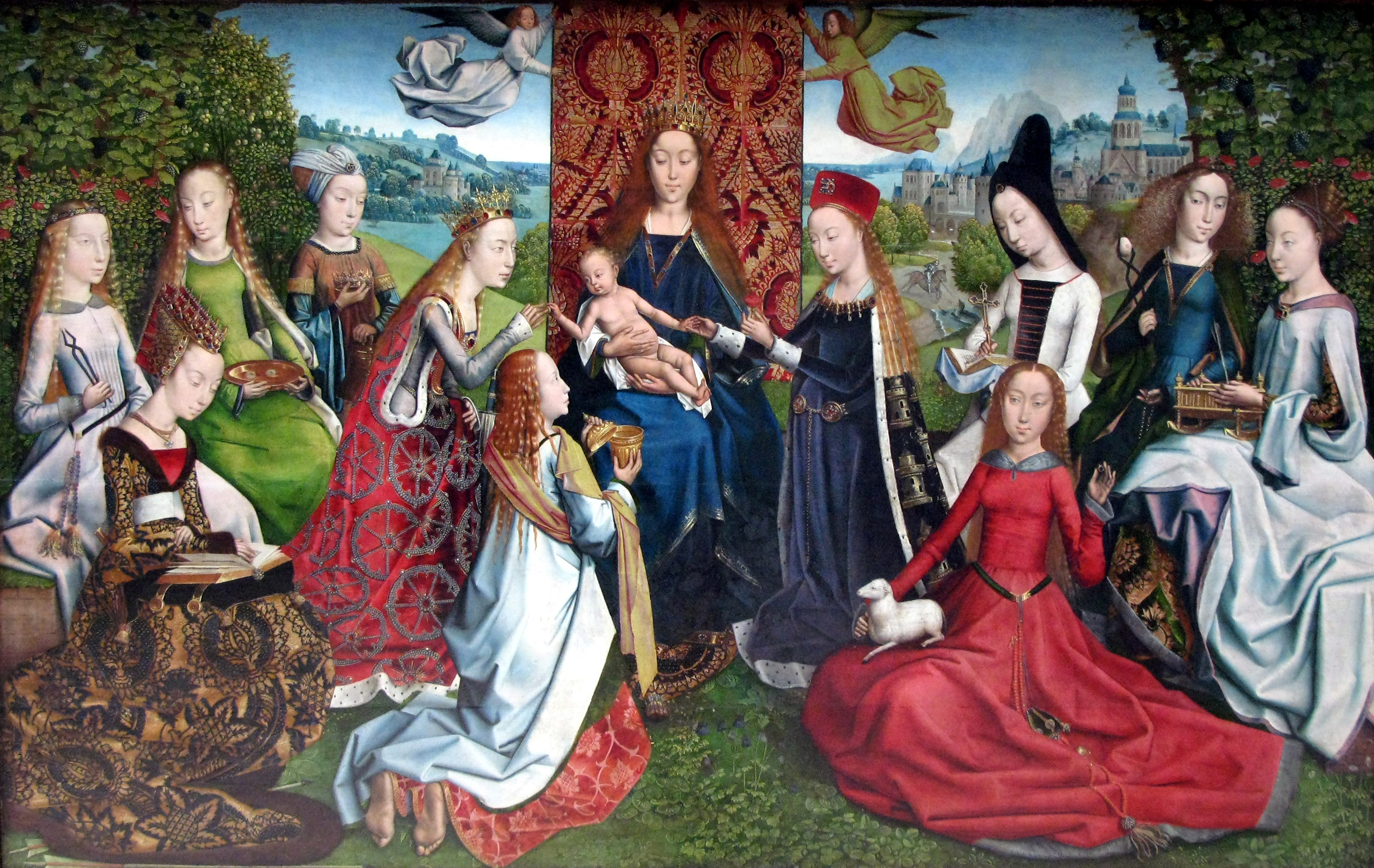
Meister der Lucialegende
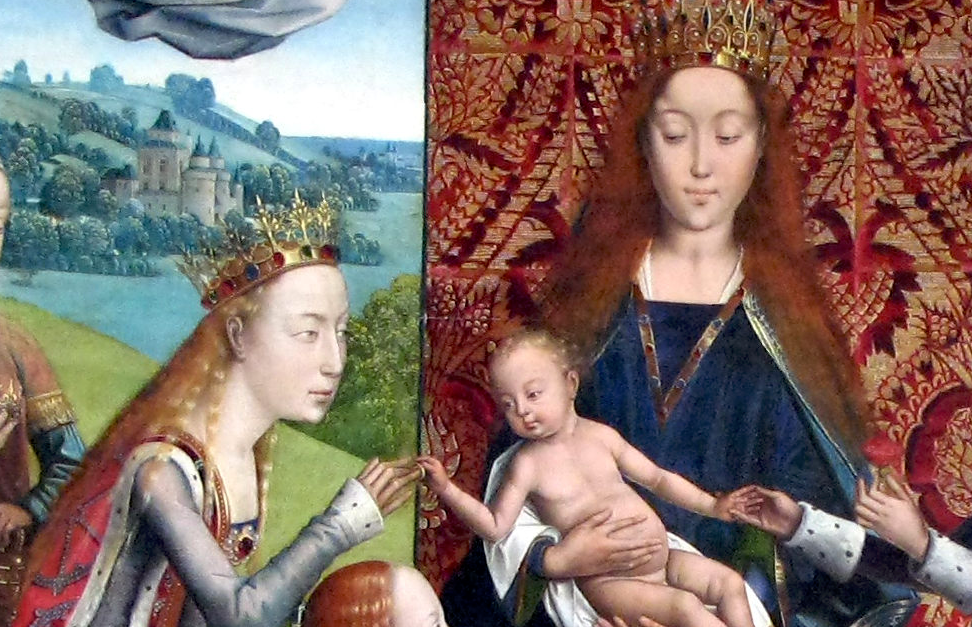
Meister der Lucialegende. Detail: die mystische Vermählung mit der hl. Katharina von Alexandria.